# Dataretentie
Dataretentie (ook wel bekend onder het Engelse data retention) is een begrip dat refereert aan het opslaan van telefonie- en internetgegevens door overheden en commerciële organisaties. Deze gegevens kunnen voor verschillende doeleinden gebruikt worden, bijvoorbeeld om achteraf informatie te achterhalen over criminele incidenten, om correspondentie te achterhalen en zo criminele activiteiten te voorkomen, of om de gegevens te gebruiken voor marketingdoeleinden. Het is een onderwerp dat sterk speelt in privacykwesties, zeker sinds het begin van de 21e eeuw, toen verschillende overheden dataretentie wilden gebruiken in de zogenaamde 'strijd tegen terrorisme', en mediaproducenten streden tegen illegale kopieën van hun producten.

## Europese Unie
Richtlijn nr. 06/24/EG van het Europees Parlement en de Raad van 15 maart 2006, betreffende de bewaring van gegevens die zijn gegenereerd of verwerkt in verband met het aanbieden van openbaar beschikbare elektronische communicatiediensten of van openbare communicatienetwerken en tot wijziging van Richtlijn nr. 02/58/EG (richtlijn dataretentie, Data Retention Directive) is op 3 mei 2006 in werking getreden (Pb EU, L105/54) en voorziet in een verplichting voor aanbieders van openbare elektronische communicatienetwerken en aanbieders van openbare elektronische communicatiediensten tot het bewaren van een bepaalde lijst van telecommunicatiegegevens gedurende een bepaalde periode.
Dit is een Europese richtlijn van de Europese Commissie om internet- en telefoniegegevens voor een bepaalde tijd op te slaan, en ter beschikking te houden van politie- en veiligheidsdiensten. De bewaarplicht is gebaseerd op een plan van de G8 uit mei 2001 wat erop is gericht op misdrijven op internet effectiever te bestrijden. Sinds de aanslagen van 11 september 2001 wordt ook terrorisme als een reden gegeven voor de maatregel. De meeste landen (ook België bij monde van minister Patrick Dewael van binnenlandse zaken en Nederland - minister Piet Hein Donner van justitie) zijn voorstander hiervan, al moet er voldoende afweging zijn ten opzichte van de privacy.
Op 14 december 2005 heeft het Europees Parlement (met 378 stemmen voor, 197 tegen en 30 onthoudingen) het compromis gesteund dat de fractievoorzitters van de twee grootste partijen in het EP, de christendemocraten en de sociaaldemocraten, enige dagen voorafgaand aan de plenaire vergadering hadden bereikt met de Raad. Dit akkoord wijkt af van het voorstel dat de LIBE commissie en haar rapporteur Alvaro aan het parlement had voorgelegd. Deze heeft gevraagd zijn naam als rapporteur te schrappen aangezien hij zich niet kon vinden in het compromis.
De richtlijn is op 15 maart 2006 ondertekend door het Europees Parlement en de Raad. Gelet op een implementatietermijn van 18 maanden betekende dat dat de richtlijn op 15 september 2007 geïmplementeerd diende te zijn in de nationale wetgeving van de lidstaten.
In Duitsland heeft de rechter op 27 februari 2009 bepaald dat de bewaarplicht niet in overeenstemming is met het Europees Verdrag voor de Rechten van de Mens (EVRM): "Het Gerechtshof ziet in de Bewaarplicht een schending van het grondrecht op privacy. Zij is in een democratie onnodig. Het individu geeft geen aanleiding voor die inbreuk, maar kan bij normaal gedrag wel geïntimideerd worden vanwege het risico op misbruik en het gevoel gecontroleerd te worden (..) Het op grond van artikel 8 van het EVRM opgelegde evenredigheidsbeginsel wordt door de richtlijn niet nageleefd, en is daarom ongeldig".
In het Verenigd Koninkrijk is de zogenaamde "Data Retention (EC Directive) Regulations 2009" op 6 april 2009 van kracht geworden. Sindsdien moeten internet providers in het Verenigd Koninkrijk details van internet toegang (met name IP-adres), e-mailberichten en internettelefonie opslaan. De inhoud van de communicatie wordt niet opgeslagen, net zomin als het bezoek van websites. Telefoongegevens van het vaste net en mobiele net werden al opgeslagen door de telefoonbedrijven, inclusief de geografische locatie van de gebruikers.
Sinds het najaar van 2005 speelt er een discussie over deze dataretentie in het Europees Parlement. Verschillende groeperingen (waaronder vertegenwoordigers van de muziek- en filmindustrie) willen dataretentie verplicht stellen in de Europese Unie, waardoor onder meer internetaanbieders gegevens over het internetgebruik van hun klanten voor een bepaalde tijd zouden moeten bewaren.
Op 15 december 2005 nam het Europees Parlement een voorstel aan dat het opslaan van communicatiegegevens verplicht stelt, maar niet de communicatie zelf. Men zal dus kunnen nagaan wie met wie wanneer contact heeft gehad via de telefoon, sms, of e-mail, maar de inhoud van de communicatie hoeft men niet te bewaren. De meeste Nederlandse Europarlementariërs stemden tegen de bewaarplicht. De enige uitzonderingen waren Jan Marinus Wiersma (PvdA) en de CDA-fractie.
Voor de Nederlandse implementatie, zie Wet bewaarplicht telecommunicatiegegevens.
Het Europees Parlement heeft in juni 2010 een resolutie (Schriftelijke Verklaring 29/2010) aangenomen om Richtlijn nr. 06/24/EG uit te breiden tot zoekmachines.
In april 2014 is de richtlijn ongeldig verklaard door het Hof van Justitie van de Europese Unie.

## België
Dataretentie wordt in België voornamelijk geregeld in artikel 126 van de wet van 13 juni 2005 betreffende de elektronische communicatie. Dit artikel werd substantieel gewijzigd door de wet van 29 mei 2016 betreffende het verzamelen en het bewaren van de gegevens in de sector van de elektronische communicatie.
Dit artikel legt aan aanbieders aan het publiek van telefoniediensten (inclusief via internet), van internettoegang, van e-mail via het internet, alsook aan de operatoren die openbare elektronische-communicatienetwerken aanbieden en aan de operatoren die een van deze diensten verstrekken de plicht op om bepaalde gebruikersgegevens voor een bepaalde termijn bij te houden. Het gaat evenwel nooit om de inhoud van gegevens zelf, maar steeds om metadata.

### Bewaarde gegevens
De volgende gegevens moeten voor een termijn van twaalf maanden worden bewaard:
1. identificatiegegevens: gegevens ter identificatie van de gebruiker of de abonnee en de communicatiemiddelen, waarbij de termijn begint vanaf de datum waarop communicatie voor de laatste maal mogelijk is via de gebruikte dienst;
2. verkeers- en locatiegegevens: gegevens met betrekking tot de toegang tot en de verbinding van de eindapparatuur met het netwerk en met de dienst en met betrekking tot de plaats van die apparatuur, inclusief het netwerkaansluitpunt, waarbij de termijn loopt vanaf de datum van de communicatie;
3. communicatiegegevens: met uitzondering van de inhoud, met inbegrip van hun herkomst en hun bestemming, waarbij de termijn begint vanaf de datum van de communicatie.

### Toegang tot de bewaarde gegevens
Slechts bepaalde door in wet opgesomde personen hebben toegang tot de bewaarde gegevens. Het gaat om:
1. de gerechtelijke autoriteiten, met het oog op het opsporen, het onderzoeken en het vervolgen van misdrijven, en in de uitvoering en onder de voorwaarden van de onderzoekshandelingen zoals bedoeld in de artikelen 46bis en 88bis Wetboek Strafvordering;
2. inlichtingen- en veiligheidsdiensten, voor bepaalde informatievergaringsdoeleinden;
3. elke officier van gerechtelijke politie van het Belgisch Instituut voor postdiensten en telecommunicatie;
4. de hulpdiensten die hulp ter plaatse bieden, wanneer ze naar aanleiding van een noodoproep, van de betrokken aanbieder of operator niet de identificatiegegevens van de oproeper ontvangen met behulp van de databank, of onvolledige of onjuiste gegevens krijgen, waarbij de identificatiegegevens van de oproeper mogen worden gevraagd en uiterlijk binnen 24 uur na de oproep;
5. de officier van gerechtelijke politie van de Cel Vermiste Personen van de federale politie, in het kader van zijn opdracht tot het verlenen van hulp aan personen in nood, opsporing van personen van wie de verdwijning onrustwekkend is en wanneer er ernstige vermoedens of aanwijzingen bestaan dat de fysieke integriteit van de vermiste persoon in onmiddellijk gevaar is, waarbij enkel de gegevens van de eerste en tweede categorie mogen worden opgevraagd met betrekking tot de vermiste persoon en bewaard gedurende de 48 uur voorafgaand aan het verzoek om de gegevens te krijgen, mogen worden gevraagd aan de operator of de aanbieder in kwestie;
6. de ombudsdienst voor telecommunicatie, met het oog op de identificatie van de persoon die kwaadwillig gebruik heeft gemaakt van een elektronische-communicatienetwerk of -dienst, waarbij enkel de identificatiegegevens mogen worden gevraagd;
7. de auditeur van de FSMA voor welbepaalde doeleinden.

De operatoren die beschikken over deze gegevens, zijn verplicht hun medewerking te verlenen. Hun medewerkingsplicht wordt geregeld in de artikelen 46bis en 88bis van het Wetboek van Strafvordering.

### Rechtspraak Grondwettelijk Hof
In een arrest van 22 april 2021 heeft het Grondwettelijk Hof de Dataretentiewet ongrondwettig verklaard en o.a. artikel 126 vernietigd. Ook bepaalde gedeeltes van artikel 46bis en 88bis van het Wetboek van Strafvordering werden vernietigd. Het Grondwettelijk Hof volgt daarmee de rechtspraak van het Hof van Justitie, dat in haar arresten (zaken La Quadrature du Net, Ordre des barreaux francophones et germanophone e.a. en French Data Network e.a.) oordeelde dat een algemene en ongedifferentieerde databewaring van verkeers- en locatiegegevens in strijd is met de artikelen 7, 8 en 11 van het Handvest van de grondrechten van de Europese Unie (respectievelijk de eerbiediging van het privé-leven en van het familie- en gezinsleven, de bescherming van persoonsgegevens, de vrijheid van meningsuiting en informatie).

## Kritiek
Enkele organisaties die ageren tegen dataretentie zijn European Digital Rights, Bits of Freedom, de Piratenpartij en Privacy International. Ook de provider XS4ALL heeft zich openlijk uitgesproken tegen datarententie. Zij hebben de volgende bezwaren:
- de autoriteiten krijgen te veel macht;
- het is illegaal en in strijd met de artikelen 8 en 11 van het Europees Verdrag voor de Rechten van de Mens (respectievelijk het recht op eerbiediging van het privéleven en het recht op vrije meningsuiting);
- het is zinloos omdat criminelen en terroristen met wisselende telefoons en e-mailaccounts de autoriteiten toch wel op een dwaalspoor brengen; het kost autoriteiten en providers veel inspanningen terwijl het voor criminelen slechts een irritatie is.[bron?]

In Oostenrijk heeft men de bewaarplicht moeten afschaffen, omdat deze in strijd is met artikel 8 van het Europees mensenrechtenverdrag. Volgens Bits of Freedom zou ook Fred Teeven daar ook gevolg aan moeten geven.